# تيريزا توريس
تيريزا توريس (بالإسبانية: Teresa Torres) هي عالمة تشيلية، ولدت في القرن العشرين.